# コラボアンソロジー
『コラボアンソロジー』は、ファミ通文庫から刊行されているライトノベル短編アンソロジーシリーズである。

## 概要
ファミ通文庫は、その公式サイトであるFBonlineやファミ通文庫#FBSPで時折、同レーベルの2作品のコラボレーション短編小説を公開／掲載している。コラボアンソロジーは、それらのコラボレーション作品（以下「コラボ作品」と略記する）を文庫にまとめた短編集である。
各作品の大半は上記のとおりすでに公表されたものの再録であるが、当アンソロジーのために書き下ろされたものも何作か含まれている。
各作品のイラストは、コラボレートされた2作品のイラストレイターのうちのいずれかが担当している。『狂乱家族日記』と『吉永さん家のガーゴイル』とのコラボ作品を例にとると、『狂乱!ガーゴイル日記2054』のイラストは『狂乱家族日記』のイラストレイターであるx6sukeが担当し、『御色町狂乱捕物日記』のイラストは『吉永さん家のガーゴイル』のイラストレイターである日向悠二が担当している。

## 既刊

### コラボアンソロジー1 狂乱家族日記
ISBN 978-4757743724
『狂乱家族日記』を主軸とした以下の短編を収集。
| タイトル                                | コラボ作品                  | コラボ作品             | 作者       | イラスト   | 初出               |
| --------------------------------------- | --------------------------- | ---------------------- | ---------- | ---------- | ------------------ |
| 狂乱!ガーゴイル日記2054                 | 狂乱家族日記                | 吉永さん家のガーゴイル | 日日日     | x6suke     | FBonline 2007年7号 |
| 御色町狂乱捕物日記                      | 吉永さん家のガーゴイル      | 狂乱家族日記           | 田口仙年堂 | 日向悠二   | FBSP Vol.3         |
| 狂乱スイート日記 世界で一番ふしぎな遭遇 | スイートホームスイート      | 狂乱家族日記           | 佐々原史緒 | カズキレン | FBSP Vol.3         |
| 狂乱すごろく階段日記                    | 学校の階段                  | 狂乱家族日記           | 櫂末高彰   | 甘福あまね | FBSP Vol.3         |
| 狂乱家族になってよネ!                   | わたしのKnightになってよネ! | 狂乱家族日記           | 佐藤了     | 石田あきら | FBonline 2008年3号 |

### コラボアンソロジー2 “文学少女”はガーゴイルとバカの階段を昇る
ISBN 978-4757744844
以下の短編を収集。なお、『“文学少女”と殺された莫迦【フール】』は『“文学少女”と乙女に集う召喚獣』の後日談となっている。
| タイトル                               | コラボ作品             | コラボ作品           | 作者       | イラスト   | 初出                               |
| -------------------------------------- | ---------------------- | -------------------- | ---------- | ---------- | ---------------------------------- |
| “文学少女”と乙女に集う召喚獣           | “文学少女”シリーズ     | バカとテストと召喚獣 | 野村美月   | 葉賀ユイ   | FBonline 2007年7号、一部書き下ろし |
| “文学少女”と殺された莫迦【フール】     | バカとテストと召喚獣   | “文学少女”シリーズ   | 井上堅二   | 竹岡美穂   | FBonline 2008年7号                 |
| 天栗浜のガーゴイル                     | 吉永さん家のガーゴイル | 学校の階段           | 田口仙年堂 | 日向悠二   | FBonline 2007年7号                 |
| バカと階段と召喚獣                     | 学校の階段             | バカとテストと召喚獣 | 櫂末高彰   | 甘福あまね | FBonline 2007年7号                 |
| “文学少女”とやってきた走者【ランナー】 | “文学少女”シリーズ     | 学校の階段           | 野村美月   | 甘福あまね | 書き下ろし                         |

### コラボアンソロジー3 まじしゃんず・あかでみい
ISBN 978-4757745810
『まじしゃんず・あかでみい』を主軸とした以下の短編を収集。
なお、『まじしゃんず・あかでみい』のイラストレイターであるBLADEは、表紙およびカラー口絵を描いている。
| タイトル                                        | コラボ作品             | コラボ作品               | 作者       | イラスト   | 初出               |
| ----------------------------------------------- | ---------------------- | ------------------------ | ---------- | ---------- | ------------------ |
| 吉永さん家の☆まかでみい 門番なんですけど。      | 吉永さん家のガーゴイル | まじしゃんず・あかでみい | 田口仙年堂 | 日向悠二   | 書き下ろし         |
| まかでみの階段                                  | 学校の階段             | まじしゃんず・あかでみい | 櫂末高彰   | 甘福あまね | FBSP Vol.1         |
| シスマゲ☆まかでみい 超妹召喚!?なんですけど。    | 超妹大戦シスマゲドン   | まじしゃんず・あかでみい | 古橋秀之   | 内藤隆     | FBSP Vol.2         |
| だめあね☆まかでみい アニレオンなんですけど。    | だめあね☆              | まじしゃんず・あかでみい | 葛西伸哉   | うなじ     | FBSP Vol.2         |
| 狂乱まかでみ日記 アレフとタウの時空ぴょんぴょん | 狂乱家族日記           | まじしゃんず・あかでみい | 日日日     | x6suke     | FBonline 2008年8号 |